# Silt Density Index
Der Silt Density Index (SDI) (engl. für Schwemmstoffdichte-Index), auch Fouling Index oder Kolloidindex (KI) genannt, ist ein Maß für die Menge an Partikeln im Wasser.
Es wird die Zeit gemessen, in welcher 500 ml Wasser bei einem Druck von 206,8 kPa (30 psi unfgefähr 2 bar) durch eine Membran penetriert. Nach einer bestimmten Zeit (im Normalfall 15 min) wird der Test wiederholt. Durch die im Wasser befindlichen Partikel reduziert sich mit der Zeit die Menge an Wasser, welche durch die Membran fließt, die Membrane setzt sich zu.
Der SDI ist also die durchschnittliche prozentuale Änderung pro Minute des Volumenstroms durch eine Membran, über einen Zeitraum von 15 Minuten (da das Volumen mit 500 ml festgelegt ist, kann man anstatt des Volumenstroms auch direkt mit den für die Membran-Penetration benötigten Zeiten rechnen):
{\displaystyle SDI={\frac {\frac {t_{x}-t_{0}}{t_{x}}}{T}}\cdot 100\,\%}
mit
- {\displaystyle t_{0}}: erste Messung für 500 ml (in Sekunden)
- {\displaystyle t_{x}}: zweite Messung für 500 ml (in Sekunden) nach {\displaystyle T} Minuten
- {\displaystyle T}: Zeit zwischen Start der ersten und Start der zweiten Messung (in Minuten)

Der Unterschied zu einer Messung der abfiltrierbaren Stoffe ist die erfasste Partikelgröße. Bei der SDI Messung werden Partikel im kolloidalen Bereich erfasst. Es werden Membranen mit einer Porengröße von 0,45 Mikrometer eingesetzt.
Diese Werte werden üblicherweise im Zulauf von Umkehrosmosen verwendet, da so frühzeitig eine Voraussage über ein Zusetzen der eingesetzten Membranen vorgenommen werden kann. Üblich sind hier Werte < 5 %/min.